# Хесус-Карранса (муниципалитет)
Хесус-Карранса (исп. Jesús Carranza) — муниципалитет в Мексике, штат Веракрус, расположен в регионе Ольмека. Административный центр — город Хесус-Карранса.

## История
В 1879 году здесь был образован муниципалитет Сучилапам. В 1910 году его административный центр был переименован в Санта-Лукресия. 5 ноября 1932 года муниципалитет и его административный центр были переименованы в Хесус-Карранса, в честь участника борьбы за независимость Мексики Хесуса Каррансы Гарсы (отца президента Венустиано Каррансы).

## Состав
В 2010 году в состав муниципалитета входило 339 населённых пунктов. Крупнейшие из них:
| Русское название       | Испанское название     | Население |
| Всего в муниципалитете | Всего в муниципалитете | 27 080    |
| Хесус-Карранса         | Jesús Carranza         | 4 023     |
| Сучилапан-дель-Рио     | Suchilapan del Río     | 2 487     |
| Колониа-Нуэво-Мореос   | Colonia Nuevo Morelos  | 2 348     |
| Эль-Параисо            | El Paráiso             | 1 072     |
| Эль-Сучиль             | El Súchil              | 699       |
| Эль-Тепаче             | El Tepache             | 615       |
| Лас-Лимас              | Las Limas              | 331       |